# Donald Kalpokas
Donald Kalpokas (ur. 23 sierpnia 1943 na wyspie Efate, zm. 20 marca 2019) – vanuacki polityk, dwukrotny premier tego kraju, założyciel socjalistycznej Partii Pracy (Vanua’aku Pati).
Jeden z liderów ruchu niepodległościowego Vanuatu. W latach 1983 oraz 1987–1991 minister spraw zagranicznych w rządzie Waltera Lini. 6 września 1991 wraz z kilkoma członkami Vanua’aku Pati opuścił rząd Lini, przyczyniając się do jego upadku. Tego samego dnia premierem został sam Kalpokas, funkcję tę pełnił do 16 grudnia 1991, kiedy to władzę w parlamencie przejęła konserwatywna Unia Partii Umiarkowanych. Zdrada Kalpokasa doprowadziła do rozłamu w partii – odeszli z niej Walter Lini oraz skupieni wokół niego działacze.
W 1998 roku, po zwycięstwie wyborczym Partii Pracy oraz ugrupowania Waltera Lini, Donald Kalpokas ponownie mianowany został premierem koalicyjnego rządu (30 marca 1998. Przez pewien czas pełnił również (już trzeci raz) funkcję ministra spraw zagranicznych. Rząd przetrwał śmierć Waltera Lini, upadł dopiero w listopadzie 1999 roku, kiedy to Kalpokas podał się do dymisji tuż przed głosowaniem dotyczącym przyznania mu wotum nieufności.
W 2001 się funkcji przewodniczącego Partii Pracy, w 2004 kandydował w wyborach prezydenckich, przegrał jednak z Kalkotem Mataskelekele.